# Янівка (Хотимський район)
Я́нівка (біл. Я́наўка, трансліт.: Janaŭka) — село в Хотимському районі, Могильовська область, Білорусь. Входить до складу Тростинської сільради.
До 23 грудня 2009 роки село входило до складу Янівської сільради.